# Karolin (okręg wileński)
Karolin (lit. Karalina) − wieś na Litwie, zamieszkana przez 58 ludzi, w gminie rejonowej Soleczniki, 3 km na południowy zachód od Solecznik Wielkich.